# Cinabrio
El cinabrio o bermellón (por su color), también conocido como cinabarita, es un mineral de la clase de los sulfuros (sulfuro de mercurio). Está compuesto por un 85 % de mercurio y un 15 % de azufre. En cuanto a su simetría y propiedades ópticas, presenta un notable parecido con el cuarzo. Como el cuarzo, exhibe una polarización circular, y Alfred Des Cloizeaux demostró que posee 15 veces el poder rotativo del cuarzo. Su fórmula química es HgS (sulfuro de mercurio).

## Aspecto

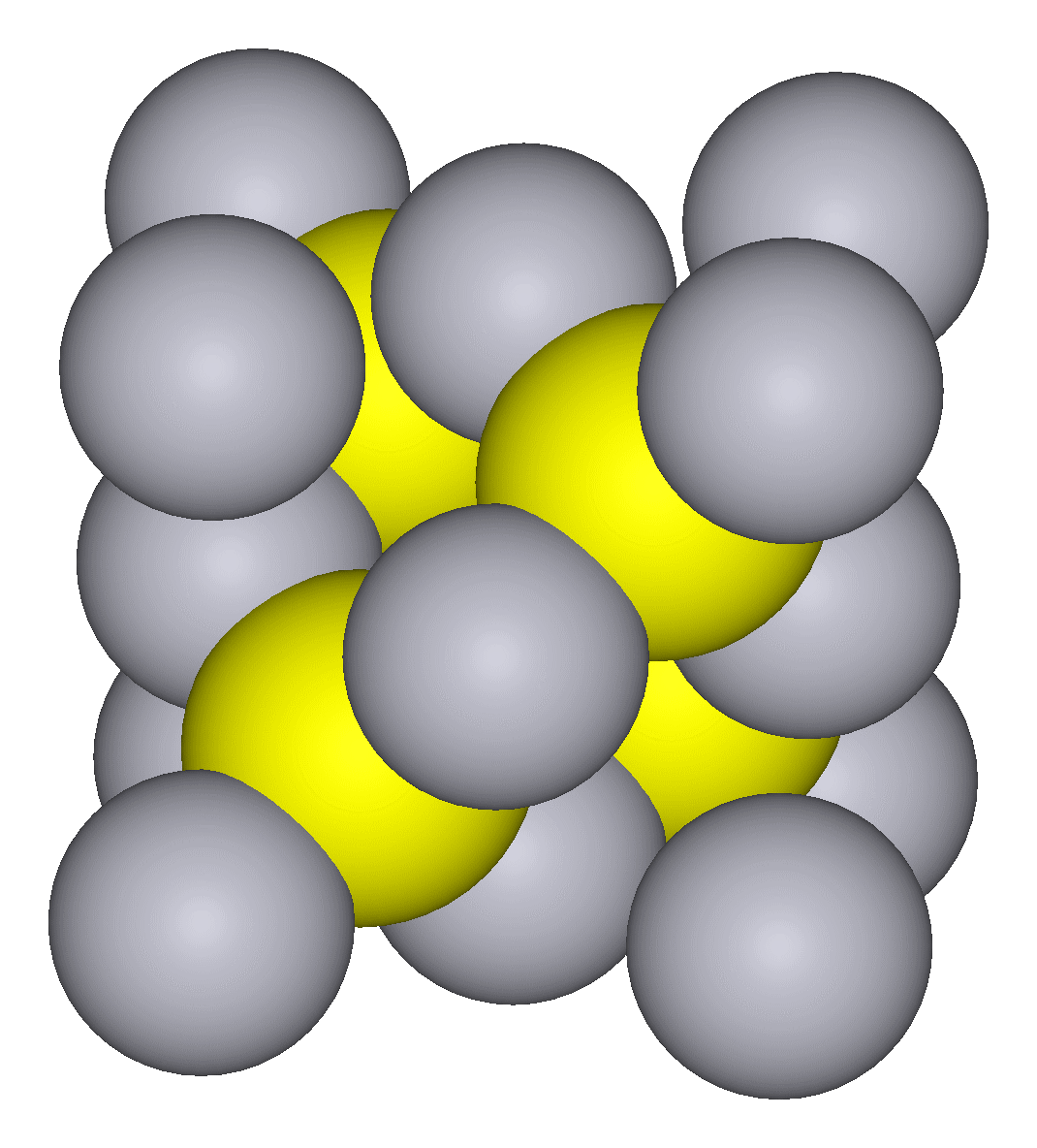
Estructura química del cinabrio. En amarillo los átomos de azufre y en gris los átomos de mercurio.

Se presenta normalmente en una masa granular de cristales trigonal. Se forma junto a las rocas volcánicas y fuentes cálidas. Su color es rojo intenso.

## Aplicaciones
Además de ser una fuente importante de mercurio, también se utiliza en instrumental científico, aparatos eléctricos, ortodoncia, etcétera.
En la antigüedad, se usó para preservar huesos humanos y en pinturas rupestres (como las descubiertas cerca de Almadén). Tal vez siguiendo esa tradición como preservador de huesos, los alquimistas utilizaron el cinabrio para preparar un elixir que, suponían, aseguraba la longevidad, aunque en realidad más probablemente producía envenenamiento por mercurio. En medicina china, se denomina metafóricamente cinabrio a la energía sexual o energía de vida, recibida de los padres en el momento de la concepción, y que se va agotando a lo largo de la vida.
También puede ser utilizado para hacer una amalgama con oro al mezclar polvo de oro con el mercurio. Este compuesto si se quema evaporará el mercurio y dejará el oro.
En la Edad Media se utilizó para iluminar manuscritos. Otro de los usos fue como colorante para el lacre, que es un sólido (mezcla compuesta principalmente por colofonia y goma laca), quebradizo y de punto de fusión bajo para sellar las cartas o documentos de la realeza o el poder eclesiástico.
Tommaso Campailla lo usó para el tratamiento de la sífilis.
Hoy en día, los científicos estudian el ennegrecimiento de los frescos de la Villa de los Misterios, en Pompeya, debido a la reacción que tuvo este compuesto.[cita requerida]

## Yacimientos

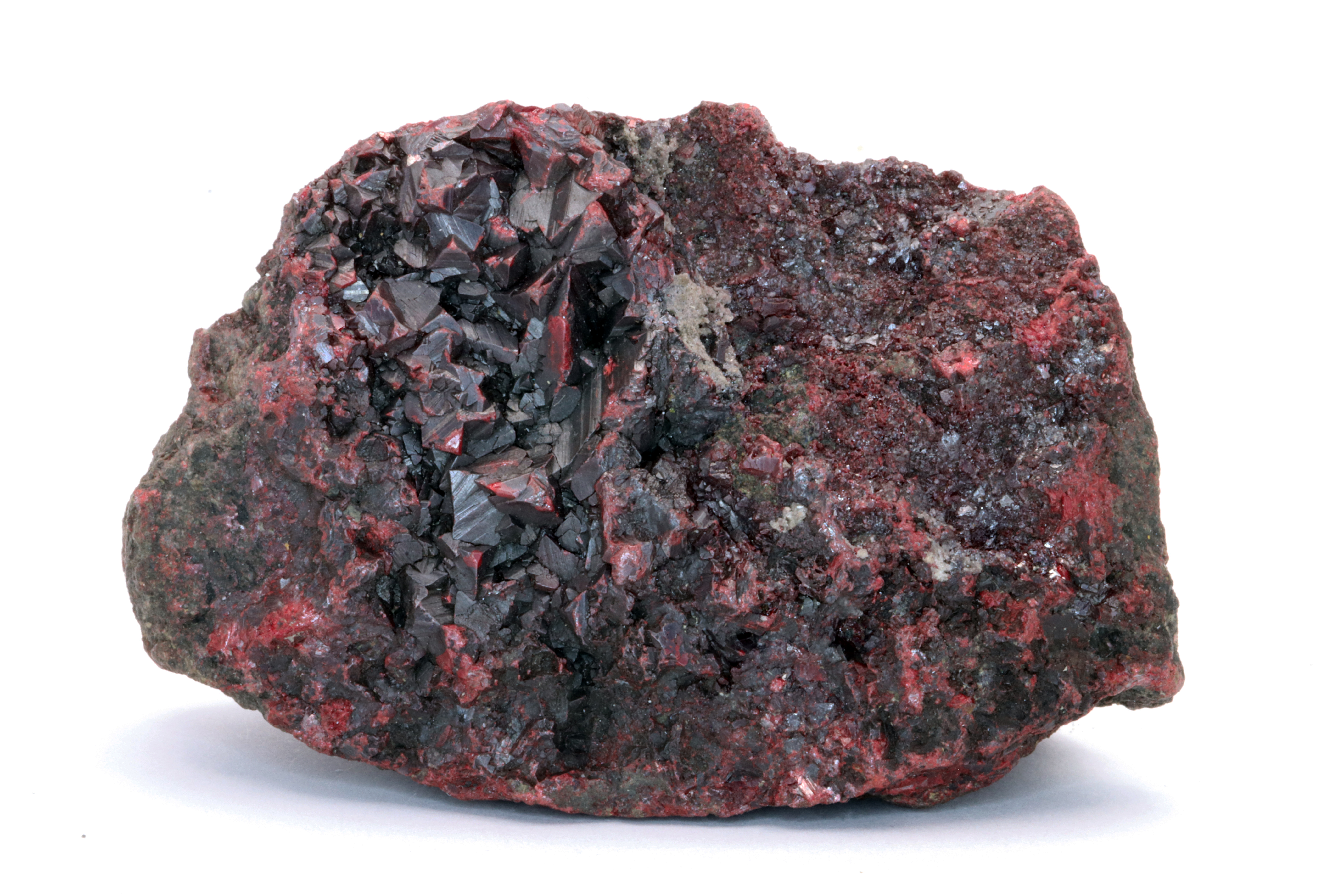
Ejemplar formado por cinabrio puro, con la superficie cubierta de cristales. Al tratarse de un ejemplar antiguo, están parcialmente oscurecidos por acción de la luz. Mina de Almadén, (Ciudad Real) España. Dimensión mayor, 6 cm

Se puede encontrar en todos los lugares que producen el mercurio, especialmente en Almadén (Ciudad Real, España), así como en Lena (Asturias, España), Nuevo Almadén (California), Idrija (Eslovenia), Landsberg, cerca de Ober-Moschel en el Palatinado (Alemania), La Ripa, al pie de los Alpes Apuanos, en la región de la Toscana (Italia), las montañas Avala (Serbia), la Región Huancavelica (Perú), La Virginia en Quindío (Colombia), Sierra Gorda en Querétaro (México)  y la provincia de Kweichow en China, de donde fueron obtenidos cristales muy finos.